# Orontioideae
Orontioideae är en liten tribus i familjen kallaväxter och förekommer i Nordamerika och östra Asien. Tribusen innehåller bara tre släkten och tillsammans sex arter. De betraktas som relativt primitiva medlemmar av familjen.

## Släkten
- Björnkallasläktet (Symplocarpus)
- Guldkolvssläktet (Orontium)
- Skunkkallasläktet (Lysichiton)